# Galaxias paucispondylus
Galaxias paucispondylus är en fiskart som beskrevs av Stokell, 1938. Galaxias paucispondylus ingår i släktet Galaxias och familjen Galaxiidae. Inga underarter finns listade i Catalogue of Life.